# Право США
Право США — исторически сложившаяся правовая система США. Оно относится к англосаксонской правовой семье, но при этом имеет ряд особенностей.

## Общая характеристика
После образования США из бывших британских колоний в Северной Америке в них сохраняли свое действие законы Великобритании, если они не противоречили Конституции США и вновь принятым в США законам. Также продолжали применяться и нормы общего права, сформулированные в решениях британских судов. На базе этих норм в каждом штате США сложилась своя система общего права.
В Луизиане, которая до присоединения к США в 1803 году принадлежала Франции, сохраняется влияние законодательных норм, следовавших французскому образцу, в частности гражданского кодекса, составленного в 1825 году на основе Кодекса Наполеона. На законодательство штатов, расположенных на территориях, отторгнутых от Мексики (Техас, Нью-Мексико, Невада), повлияло испанское право.
Из федеративного устройства США следует, что право США состоит из федерального права и права штатов. Федеральное законодательство включено в Кодекс США. Что же касается законодательства штатов, то Десятая поправка к Конституции США, принятая в 1791 году, гласит: Полномочия, не предоставленные настоящей Конституцией Соединенным Штатам и пользование которыми не возбранено отдельным штатам, остаются за штатами или народом. Но даже по тем вопросам, по которым законодательствует Конгресс США, штатам предоставлена определённая, так называемая,  «остаточная компетенция». Это означает, что штатам разрешается законодательствовать по таким вопросам, но им запрещается принимать нормы, идущие вразрез с нормами федерального права. При этом им не запрещается дополнять федеральное право или восполнять имеющиеся в нем пробелы.
Для права США особое значение имеют решения Верховного суда США, который приспосабливает своё толкование Конституции США к идеологическим течениям и экономическим нуждам современности.

## Гражданское и семейное право
Гражданские кодексы имеются только в Луизиане, Джорджии, Калифорнии, Монтане, Северной и Южной Дакоте. В прочих штатах вопросы гражданского права регулируются законами по отдельным вопросам, а также прецедентными нормами общего права.
Что касается наследственного права, то в отношении небольших по сумме наследств чаще всего действуют упрощенные правила, а в отношении крупных применяется судебный контроль за решением вопроса о переходе имущества и за его управлением, осуществляемым исполнителем завещания, так называемым личным представителем или другими назначаемыми судом лицами. Во многих штатах закон предусматривает особые наследственные права пережившего супруга.
Что касается семейного права, то законы одних штатов требуют гражданской формы регистрации брака, а законы других придают юридическую силу церковному бракосочетанию при условии, что ему предшествует представление лицензии от муниципальных служб. В некоторых штатах допускается признание юридических последствий и за фактически установленными брачными отношениями. За последние десятилетия, в том числе благодаря решениям Верховного суда США, расширяются права внебрачных детей, число которых растёт. Имущество супругов после заключения брака чаще всего продолжает оставаться в их раздельной собственности, в нескольких штатах признается режим общности имущества супругов. Однако разница между этими двумя режимами собственности супругов постепенно исчезает, так как для раздела имущества супругов при разводе используется принцип его справедливого распределения.
Основанием для развода законодательство одних штатов признает лишь непоправимый распад брака, а других — также и раздельное проживание супругов в течение полугода. В некоторых штатах для получения развода требуется доказать в суде вину одного из супругов в грубом обращении, неверности и т.п. Наиболее либеральные правила о разводе действуют в штате Невада, что способствует притоку туда желающих ускорить получение развода.
Что касается регулирования коммерческой деятельности, то в качестве общенационального источника права используется Единообразный торговый кодекс США, впервые разработанный в 1952 году. Он был принят, с весьма небольшими поправками, всеми  штатами, кроме Луизианы, но и там с 1974 году действуют многие его разделы.
В связи с развившимся в 1960-е годы движением потребителей против обмана и злоупотреблений в сфере торговли и услуг, возглавляемым Ральфом Нейдером, на федеральном уровне и уровне штатов был принят целый ряд законов о защите прав потребителей.

## Уголовное право
Уголовное законодательство США состоит из федерального законодательства и законодательства штатов. Федеральное уголовное законодательство содержится в разделе 18 Кодекса США и им устанавливается ответственность за преступления против федеральных властей, должностные преступления федеральных служащих, а также в случаях, когда совершённое преступление сопряжено с пересечением границы между штатами (например, при торговле наркотиками, сбыте похищенных автомобилей и т.п.). В целях борьбы с организованной преступностью с конца 1960-х годов был издан ряд законодательных актов на федеральном уровне и уровне штатов. Особое значение среди них имеет Закон о контроле над организованной преступностью 1970 года, предусматривающий суровые наказания для участников преступных объединений, особенно в случаях, когда они пытаются «отмывать» полученные преступным путём средства.
Подавляющее же большинство лиц, привлекаемых в США к уголовной ответственности, обвиняется в нарушении не федерального законодательства, а уголовного законодательства штатов. В 1962 году был разработан Примерный уголовный кодекс, частично воспринятый уголовным законодательством большинства штатов.